# Don Lockhart
Donald John Lockhart (* 28. Februar 1931 in Toronto; † 6. April 1982 ebenda) war ein kanadischer Eishockeyspieler, der die Position des Eishockeytorwart einnahm.

## Karriere
Bereits in seiner Jugend spielte Lockhardt als Junior und Senior bei den Toronto Marlboros als Torwart. Später wechselte er zunächst zu den Moncton Hawks und später zu den Glace Bay Miners and Niagara Falls Cataracts.
Sowohl in der Saison 1949/50 als auch in der Saison 1950/51 wurde Lockhardt von der Ontario Hockey League die „Dave Pinkney Trophy“ verliehen. Den Preis erhielt der Torwart der Mannschaft, die in der Saison die wenigsten Gegentreffer zugelassen hat.
Während seiner Zeit bei den East York Lyndhursts war er Mitglied der kanadischen Mannschaft bei der Eishockey-Weltmeisterschaft 1954 in Stockholm. Er war ursprünglich als Ersatztorwart vorgesehen und spielte sieben Spiele bei der Weltmeisterschaft. Seine Mannschaft gewann nach der Finalniederlage gegen die sowjetische Eishockeynationalmannschaft die Silbermedaille. Für seine Leistung gewann er bei der Weltmeisterschaft den 1954 erstmals verliehenen Directorate Award als bester Torhüter des Turniers.

## Erfolge und Auszeichnungen
- 1950 Dave Pinkney Trophy der Ontario Hockey League
- 1951 Dave Pinkney Trophy der Ontario Hockey League
- 1954 Silbermedaille bei der Eishockey-Weltmeisterschaft 1954
- 1954 Bester Torhüter bei der Eishockey-Weltmeisterschaft 1954